# ヒバリ
ヒバリ（雲雀、鸙、告天子、Alauda arvensis）は、スズメ目ヒバリ科ヒバリ属に分類される鳥類。春の鳥として世界各国で親しまれている。

## 地方名
古来から人の目に触れる機会が多い種であるため多くの地方名がある。主なものは、告天子（こうてんし、ひばり） 、叫天子（きょうてんし）、天雀（てんじゃく）、姫雛鳥（ひめひなどり）、噪天（そうてん）、日晴鳥（ひばり） など。

## 分布
アフリカ大陸北部、ユーラシア大陸、イギリス、日本。
日本では亜種ヒバリが周年生息（留鳥）し、亜種カラフトチュウヒバリや亜種オオヒバリが冬季に越冬のため本州以南へ飛来（冬鳥）する。
A. a. japonica ヒバリ
日本（北海道から九州）
北部個体群や積雪地帯に分布する個体群は冬季になると南下する。

## 形態
全長17センチメートル。翼開長32センチメートル。後頭の羽毛は伸長（冠羽）する。上面の羽衣は褐色で、羽軸に黒褐色の斑紋（軸斑）が入る。下面の羽衣は白く、側頸から胸部にかけて黒褐色の縦縞が入る。胸部から体側面にかけての羽衣は褐色。外側尾羽の色彩は白い。初列風切は長く突出する。次列風切後端が白い。
くちばしは黄褐色で、先端が黒い。後肢はピンクがかった褐色。
卵の殻は灰白色で、灰色や暗褐色の斑点が入る。オスは頭部の冠羽をよく立てるが、メスはオスほどは立てない。

## 生態
草原や河原、農耕地などに生息する。種小名arvensisは「野原の、農耕地の」の意。しかしながら近年大雪山の標高2,000メートル付近の高山帯をはじめ、北海道、本州の山岳地帯でも生息が確認されている。
食性は植物食傾向の強い雑食で、主に種子を食べるが昆虫、クモなども食べる。地表を徘徊しながら採食を行う。
繁殖形態は卵生。上空を長時間停空飛翔したり、草や石の上などに止まりながら、さえずる。繁殖期が始まるとオスがさえずりながら高く上がって行く「揚げ雲雀」と呼ばれる縄張り宣言の行動は古くから親しまれている。和名は晴れた日（日晴り）にさえずることに由来する説や、さえずりの音に由来する説もある。地表（主に草の根元）に窪みを掘り植物の葉や根を組み合わせたお椀状の巣をメスが作り、1回に3-5個の卵を産む。抱卵期間は11-12日。雛は孵化してから9-10日で巣立つ。繁殖期にはつがいで生活し、非繁殖期には小さな群れで生活する。

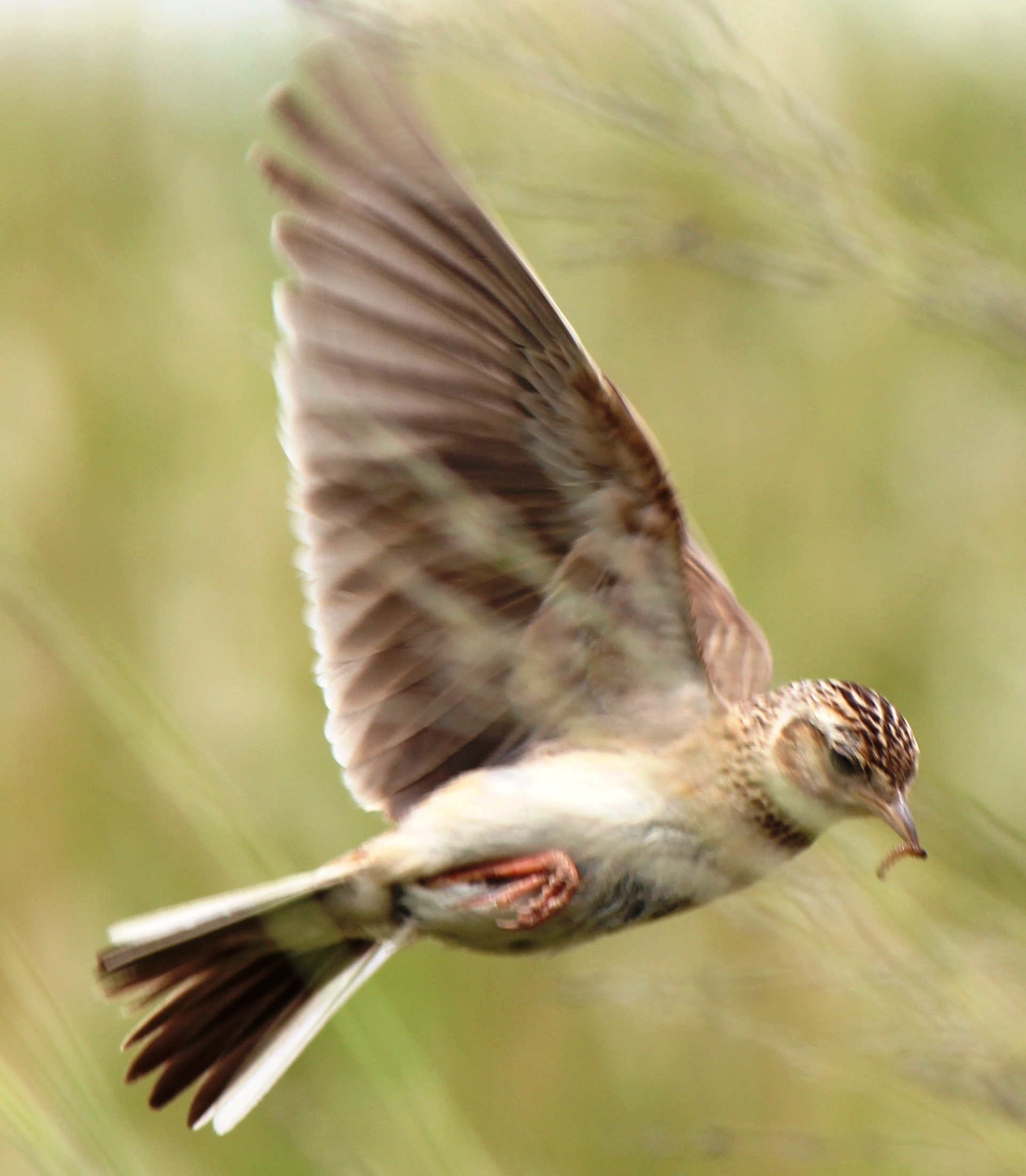
虫をくわえて飛行するヒバリ
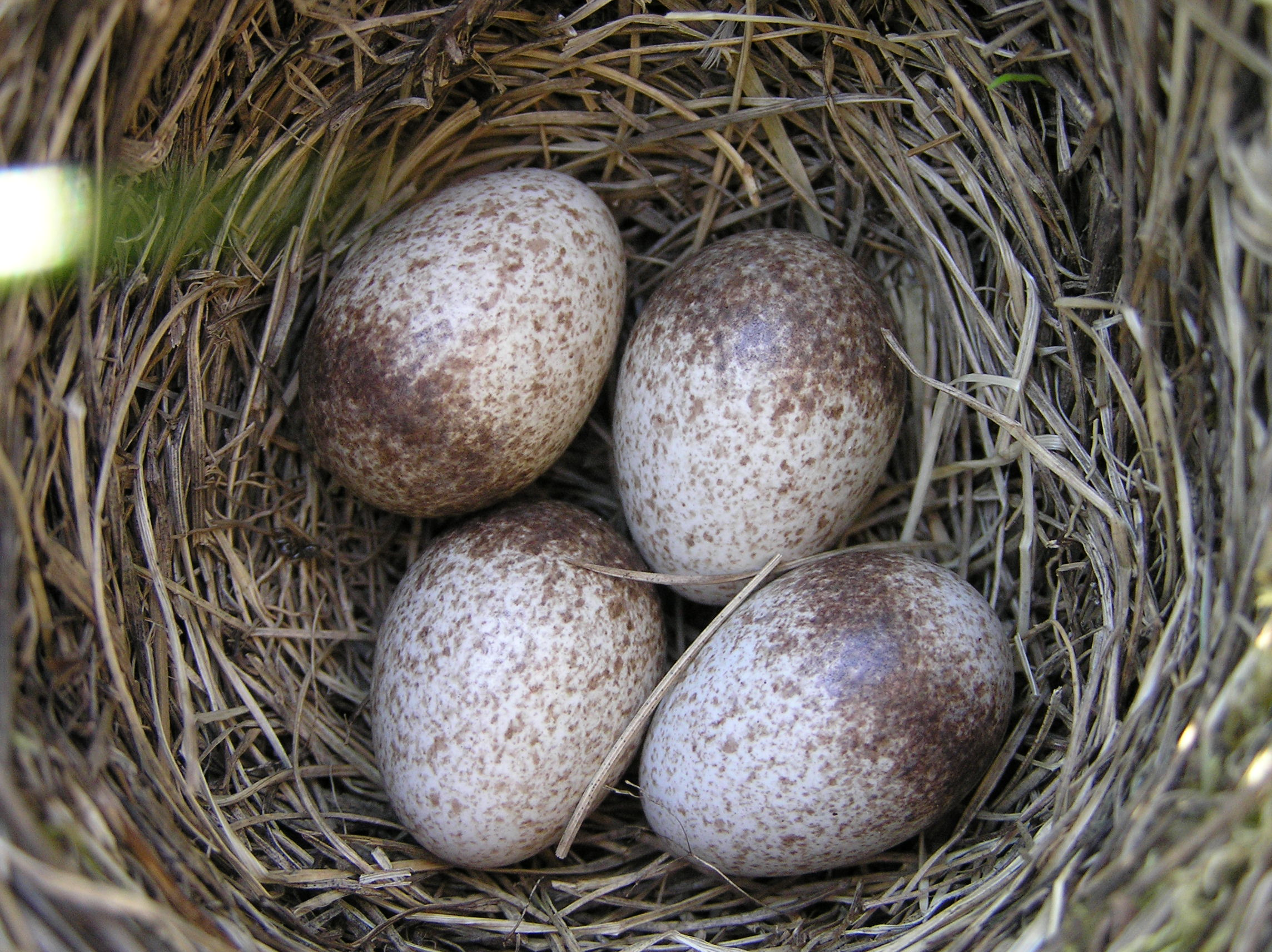
巣と卵
- さえずり

## 分類
亜種ヒバリを独立種とする説もある。

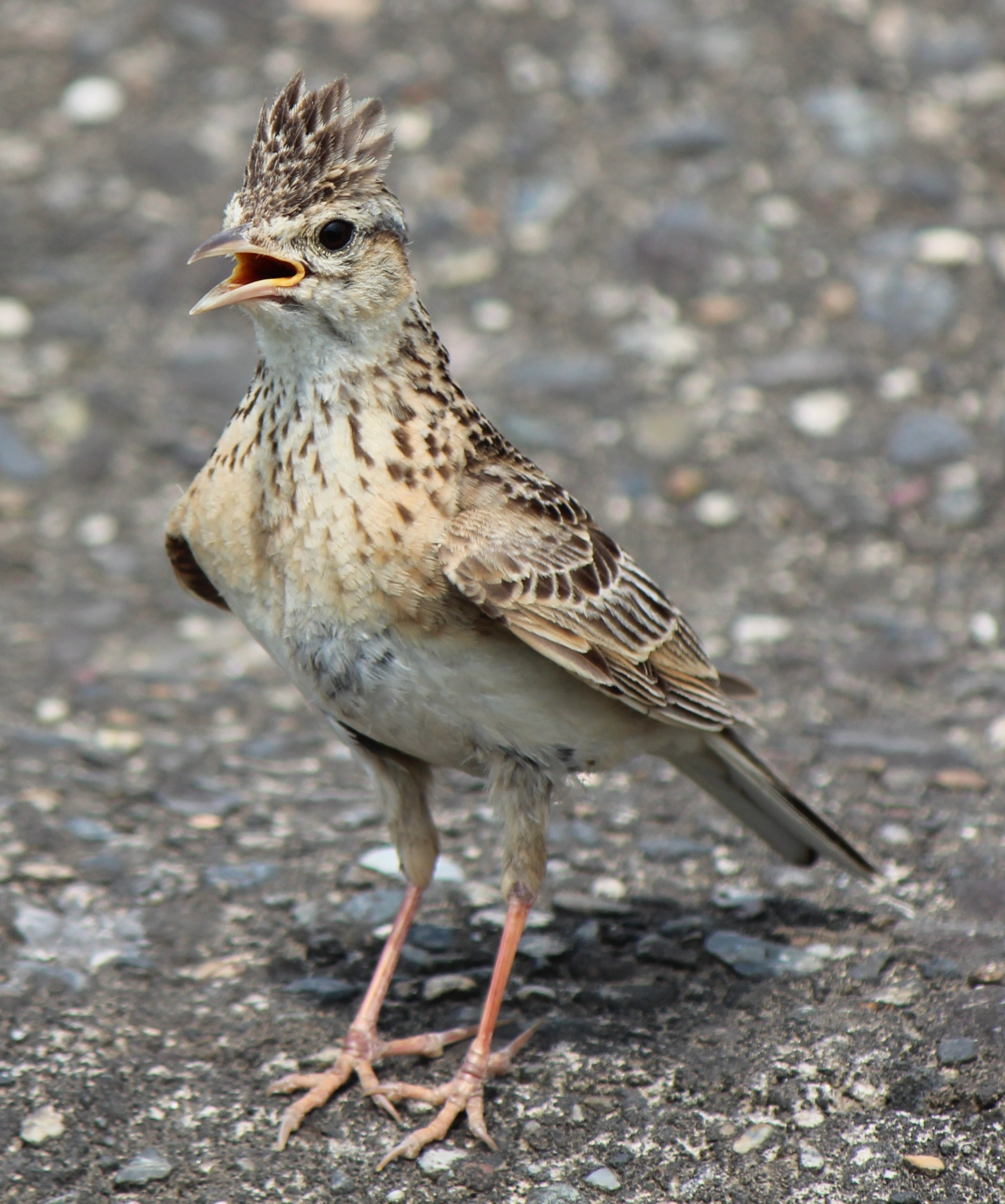
冠羽を立てた日本の広範囲で見られる亜種ヒバリ A. a. japonica

- Melanocorypha bimaculata(Ménétries, 1832)クビワコウテンシ
- Alauda arvensis japonica Temminck & Schlegel, 1848 ヒバリ
- Alauda arvensis lonnbergi カラフトチュウヒバリ
- Alauda arvensis pekinensis オオヒバリ

## 種の保全状況評価
日本の以下の都道府県でレッドリストの指定を受けている。ヒバリは愛玩飼養の対象であったが、1979年にその対象から除外された。環境省により鳥獣の保護及び管理並びに狩猟の適正化に関する法律施行規則で、第二十五条の環境省令で定める鳥獣の対象になっている。
- 絶滅危惧II類 - 東京都区部、北多摩、南多摩（西多摩は準絶滅危惧）[18]
- 準絶滅危惧 - 福島県、山口県[19]
- 一般保護生物（D） - 千葉県（環境省の準絶滅危惧相当）[20]
- その他 - 神奈川県（繁殖期・減少種）

## 人間との関係
大伴家持が万葉集で『うらうらに照れる春日に雲雀上がり心悲しも独りし思へば』と詠っている。松尾芭蕉（永き日を囀り足らぬひばりかな）や与謝蕪村などの句で、のどかな日本の田園風景の春の風物詩として多数詠われており、春の季語ともなっている。囀りを日本語に置き換えた表現（聞きなし）として「日一分、日一分、利取る、利取る、月二朱、月二朱」というものがあり、この聞きなしと飛翔しながら囀る生態から太陽に金貸しをしているという民話もある。春季に縄張りを主張するために鳴き声を挙げることから春の風物詩とされることもあり、本種をモチーフにした詩（例としてパーシー・ビッシュ・シェリーの「ひばりに寄せて」）などもある。イギリスのレイフ・ヴォーン・ウィリアムズが作曲したヴァイオリンによるヒバリのさえずりを模擬した『揚げひばり』の楽曲がある。またハイドンの弦楽四重奏曲第67番は、第1楽章冒頭の旋律がヒバリのさえずりに似て聞こえるため『ひばり』の名で呼ばれるようになった。日本では飼い慣らしたヒバリを放ち、そのさえずりと高さを競わせる「揚げ雲雀」と呼ばれる遊びがあった。現在は鳥獣の保護及び狩猟の適正化に関する法律によりヒバリの愛玩目的の飼育は認められていない。
近年、世界的に減少傾向にあり、ヨーロッパでは春播き小麦から秋播き小麦への転換で草丈が高くなることによる生息適地の減少や年間繁殖回数の減少、また農耕の大規模化にともなう環境の均質化が原因として考えられている。日本の東京では、畑地面積が大きく減少しており、畑地の小面積化も進んでいる。作付け作物もヒバリにとっての生息適地となる麦から野菜へと変化しており、このような畑地の減少と質的な変化がヒバリの減少に大きく影響していると考えられている。

## 人との関わり
江戸時代の頃には「三鳥二魚」と呼ばれる5大珍味の1つに数えられていた。水戸藩から皇室に献上されていた郷土料理である。三鳥二魚とは、鳥＝鶴（ツル）、雲雀（ヒバリ）、鷭（バン）、魚＝鯛（タイ）、鮟鱇（アンコウ）のことである。

## ヒバリをシンボルとする自治体
日本の以下の自治体の指定の鳥である。

### 都道府県
- 茨城県 - ヒバリをモリーフとした「ひばりくん」が、茨城県警察のマスコットキャラクターに採用されている[23]。
- 熊本県

### 市町村
- 北海道：帯広市、東神楽町、大樹町
- 青森県：六戸町
- 山形県：庄内町
- 福島県：南相馬市
- 茨城県：石岡市、つくばみらい市、八千代町、河内町、五霞町
- 栃木県：真岡市、芳賀町、壬生町、高根沢町
- 群馬県：吉岡町、板倉町
- 埼玉県：所沢市、熊谷市、入間市、川島町、吉見町、三芳町
- 千葉県：野田市
- 東京都：府中市、瑞穂町
- 神奈川県：相模原市
- 山梨県：昭和町
- 長野県：南牧村
- 静岡県：富士宮市
- 石川県：川北町
- 岐阜県：輪之内町
- 三重県：東員町
- 滋賀県：甲西町、今津町、中主町、湖東町
- 福岡県：大刀洗町
- 熊本県：嘉島町、菊陽町、あさぎり町